# Lophocosma curvatum
Lophocosma curvatum är en fjärilsart som beskrevs av M.Gaede 1933. Lophocosma curvatum ingår i släktet Lophocosma och familjen tandspinnare. Inga underarter finns listade i Catalogue of Life.